# كاتلا
كاتلا (من الآيسلندية Katla) هو بركان في آيسلندا. وهو يقع إلى الشمال من فيك أي ميردال، وإلى الشرق من إيافيالايوكل النهر الجليدي أو المثلجة الأصغر. تصل قمته إلى 1،512 مترا(4،961 قدم) في الطول وتغطي جزئيا Mýrdalsjökull الجليدية ومساحتها 595 كيلومتر مربع(230 ميل مربع).
هذا البركان من البراكين المهمة والتي جلبت الانتباه خصوصا بعد ثوران البركان المجاور له في عام 2010 الذي يدعى والذي تسبب في ثوران هذا البركان في الثلاث مرات الأخيرة التي ثار فيها البركان إيافيالايوكل.

## اقرأ أيضا
- ثوران إيافيالايوكل 2010

## وصلات خارجية
- علاقة البركانين إيافيالايوكل وكاتلا (بالإنجليزية)